# Subreophax
Subreophax es un género de foraminífero bentónico de la familia Hormosinellidae, de la superfamilia Hormosinelloidea, del suborden Hormosinina y del orden Lituolida. Su especie-tipo es Reophax aduncus. Su rango cronoestratigráfico abarca el Holoceno. 

## Discusión
Clasificaciones previas hubiesen incluido Subreophax en la subfamilia Reophacinae, de la familia Hormosinidae, de la superfamilia Hormosinoidea, así como en el suborden Textulariina del orden Textulariida o en el orden Lituolida.

## Clasificación
Subreophax incluye a las siguientes especies:
- Subreophax aduncus
- Subreophax monile
- Subreophax pseudoscalaris
- Subreophax scalaris

Otra especie considerada en Subreophax es:
- Subreophax guttifer, aceptado como Hormosinella guttifera